# Bruinvisch (schip, 1937)
De Bruinvisch is een voormalig bergingsvaartuig, dat weer in de oorspronkelijke staat wordt gebracht. Het wordt gerestaureerd naar het beeld van 1956 en daarmee als Varend monument behouden. Het heeft een ligplaats in de Sleepboothaven Maassluis. Behalve bij talloze bergingen verleende ze o.m assistentie bij het leggen van pijpleidingen, seismisch onderzoek t.b.v. de oliewinning op zee, duikwerkzaamheden en het traceren en opvissen van verloren ankers en ankerkettingen.

## Geschiedenis
Het schip is in opdracht van W.A. van der Tak bergingsbedrijf te Rotterdam gebouwd en heeft tot bijna het eind van de oorlog voor dit bedrijf dienst gedaan. Het schip werd echter 2 februari 1945 gevorderd door de Duitsers en werd onder de naam ‘B.S. 42’voor het Bergungsschiffverband ingezet in Duitsland. Het werd op 6 mei 1945 teruggegeven aan de rechtmatige eigenaar en kreeg het de oude naam weer op de boeiing.
De Bruinvisch werd gelijk weer ingezet bij wrakopruimingen, zoals in de Nieuwe Waterweg en de Westerschelde. In 1957 droeg het onder auspiciën van de Verenigde Naties bij aan de wrakopruiming en bergingsoperaties in het Suezkanaal. Op 16 april 1971 werd het bedrijf omgevormd tot Smit Tak Internationaal Bergingsbedrijf N.V., ook in Rotterdam. Op 1 januari 1976 werd het vaartuig overgenomen door B.V. Bergings- en Transportbedrijf Van den Akker te Vlissingen, maar behield de naam. Het werd voornamelijk ingezet op de Westerschelde. In 1978 vond een verbouwing plaats. In november 1986 ging het uit de zeevaart. Een paar jaar later, augustus 1990, werd het schip verkocht aan Caladeros Mediterraneo S.L. in Cartagena, Spanje.
Uiteindelijk werd het schip geschonken aan het Havenmuseum in Rotterdam. De firma Kahn Scheepvaart werd bereid gevonden om dit stukje varend erfgoed aan boord van een van haar zwareladingschepen naar Rotterdam te vervoeren. Vrijdag 28 januari 2004 is de Bruinvisch te Cartagena aan dek van het m.s. Stellaprima geladen, die donderdagavond 3 februari in de Rotterdamse Waalhaven arriveerde. De volgende ochtend werd het schip gelost en naar de Leuvehaven versleept. In 2005 keerde het weer terug in haar thuishaven Maassluis. Om te worden gerestaureerd werd het in bruikleen afgestaan aan de op 12 april 2006 opgerichte Stichting tot behoud van het bergingsvaartuig Bruinvisch. Het schip wordt ook gebruikt voor evenementen als de intocht van Sinterklaas en de Zwarte Pieten.
Eind mei 2017 werd het schip goedgekeurd voor de recreatievaart, door een scheepswerf in Maassluis, voor de wettelijke inspectie voor het certificaat van onderzoek (CVO). Er zijn geen onverwachte gebreken ontdekt.

## Liggers Scheepmetingsdienst[3]
| Meetnummer | District en volgnr. | Meetdatum        | Meetplaats | Lengte [m] | Breedte [m] | Inzinking [m] | Waterverplaatsing [ton] | Naam       | Eigenaar                           | Domicilie |
| ---------- | ------------------- | ---------------- | ---------- | ---------- | ----------- | ------------- | ----------------------- | ---------- | ---------------------------------- | --------- |
| R17717N    | Rotterdam 17717     | 17 november 1950 | Vlissingen | 24,01      | 5,80        | 1,79          | 21,175                  | BRUINVISCH | N.V. W.A. v.d. Tak Bergingsbedrijf | Rotterdam |
| R40073N    | Rotterdam 40073     | 9 november 1976  | –          | 23,98      | 5,80        | 1,83          | 23,352                  | BRUINVISCH | -                                  | -         |
| RN578      | Rotterdam 578       | 24 april 1980    | –          | 23,98      | 5,42        | 1,97          | 23,161                  | BRUINVISCH | -                                  | -         |